# Dysfunctional
Dysfunctional è il quinto album in studio del gruppo musicale statunitense Dokken, pubblicato il 23 maggio 1995 dalla Columbia Records. Si tratta del primo lavoro in studio del gruppo dopo la riunione avvenuta nel 1994.
Nonostante alcune critiche negative, l'album ha ottenuto un buon successo commerciale e ha raggiunto la 47ª posizione della Billboard 200 negli Stati Uniti, in un periodo in cui diverse band degli anni ottanta si trovavano in pieno declino. Secondo quanto dichiarato da Don Dokken, il disco ha venduto all'incirca 400 000 copie.

## Tracce
1. Inside Looking Out – 4:08 (Don Dokken, Jeff Pilson)
2. Hole in My Head – 4:33 (Dokken, Pilson, Mick Brown)
3. The Maze – 4:50 (Dokken, Pilson, George Lynch)
4. Too High to Fly – 7:10 (Dokken, Lynch)
5. Nothing Left to Say – 4:30 (Dokken, Pilson)
6. Shadows of Life – 4:33 (Dokken, Pilson)
7. Long Way Home – 5:12 (Dokken, Pilson, Lynch)
8. Sweet Chains – 5:46 (Dokken)
9. Lesser of Two Evils – 4:03 (Dokken, Pilson, Lynch)
10. What Price – 5:45 (Dokken, Pilson, Brown)
11. From the Beginning (cover degli Emerson, Lake & Palmer) – 4:12 (Greg Lake)

Traccia bonus dell'edizione giapponese
1. When the Good Die Young – 4:55 (Dokken, Pilson)

## Formazione

### Gruppo
- Don Dokken – voce
- George Lynch – chitarre
- Jeff Pilson – basso, cori
- Mick Brown – batteria, cori

### Produzione
- Michael Wagener – produzione, ingegneria del suono, missaggio nelle tracce 5, 8, 9 e 10
- Don Dokken – produzione
- Wyn Davis – ingegneria del suono, missaggio
- Darian Rundall, Kenny Oswald, Don Dokken – ingegneria del suono (assistenti)
- George Marino – mastering presso lo Sterling Sound di New York
- John Keane – arrangiamento orchestrale nella traccia 5
- John Kalodner – A&R